# Rien que pour ça (chanson)
Singles de Elsa
Gli anni miei
(avril 1990) Pleure doucement
(janvier 1991)
Pistes de Rien que pour ça
Parler Je s'rai là
Rien que pour ça est le 12e single physique d'Elsa. Premier extrait de son album Rien que pour ça, première chanson composée par Elsa.
Traitant du racisme et de l'intolérance, la chanson se veut engagée.
Elsa interprétera très souvent la chanson à la rentrée 1990 pour promouvoir non seulement l'album éponyme mais également ses concerts à l'Olympia du 15 au 25 novembre ainsi que la tournée qui suivra.
La chanson atteindra la 12e place du top 50 et y restera pendant 19 semaines.

## Vidéo-clip
Le clip a été tourné en studio avec Maxime Ruiz à la réalisation. 
Très épuré, il montre Elsa accompagné de ses musiciens, interprétant la chanson.

## Supports commerce
- 45 tours
  - Face A: Rien que pour ça 2:45
  - Face B: Faudrait pas croire 3:05

- Maxi CD
  - Piste 1: Rien que pour ça 2:45
  - Piste 2: Faudrait pas croire 3:05
  - Piste 3  Rien que pour ça  (Instrumental)  2:45

La Chanson est également sur la compilation Elsa, l'essentiel 1986-1993.

## Anecdotes
Elsa l'a chantée en live lors de ses concerts à l'Olympia et pendant la tournée qui suivit
L'album était en phase terminale de préparation quand Elsa a reçu le texte qui l'a beaucoup touché. 
Elle déclare dans Podium en septembre 1990: j'ai reçu un texte de Londres où on enregistrait l'album (...). Un texte qui parlait du racisme et d'intolérance (...) et comme on avait déjà fini toutes les chansons, la seule solution (...) était d'en trouver moi-même la musique.

## Classements et ventes
| Meilleur Classement | Meilleur Classement | Meilleur Classement | Meilleur Classement | Ventes certifiées | Cumul ventes        | Certification France |
| France              | Belgique            | Suisse              | Pays-Bas            | Ventes certifiées | Cumul ventes        | Certification France |
| ------------------- | ------------------- | ------------------- | ------------------- | ----------------- | ------------------- | -------------------- |
| 12                  | -                   | -                   | -                   | -                 | 150 000 exemplaires | -                    |